# Криг, Юлиус
Юлиус Криг (нем. Julius Krieg; 2 апреля 1882, Дамм, Ашаффенбург — 12 октября 1941, Регенсбург) — немецкий католический канонист, историк, профессор Регенсбургского университета.

## Биография
Юлиус Криг родился 2 апреля 1882 в Дамме в семье купца; с 1893 он посещал среднюю школу в Ашаффенбурге, с 1896 — гимназию «Riemenschneider-Gymnasium» (RIG) в Вюрцбурге, с 1898 — гимназию «Humanistisches Gymnasium» в Ашаффенбурге, где в 1902 году и получил аттестат зрелости. С зимнего семестра 1902/1903 годов Криг был студентом: он изучал политологию, юриспруденцию и богословия в университетах Фрайбурга, Мюнхена и Вюрцбурга. В 1906 году он был рукоположен в сан священника и стал капелланом в Бишофсхайме-ан-дер-Рён, в Вюрцбурге (с 1908 по 1912) и в больнице «Juliusspital» (с 1912 по 1915); кроме того, в период с 1914 по 1917 год, он состоял учителем религии в школе для девочек и тюремным капелланом.
В 1909 году, под руководством историка права Эрнста Майера (Ernst Mayer, 1862—1932), Криг защитил кандидатскую диссертацию в университете Вюрцбурга — стал кандидатом юридических и политических наук (Dr. iur. et rer. pol.). В 1914 году также в Вюрцбурге, но теперь под руководством Себастьяна Меркле (Sebastian Merkle, 1862—1945), Юлиус Криг стал кандидатом богословия (Dr. theol.). Исследования Крига, которыми он занимался в дополнение к своей пастырской деятельности, были сосредоточены на истории и праве в епархии Вюрцбурга.
В 1916 году в Вюрцбурге Юлиус Криг стал доктором наук по католическому церковному праву: 1 октябрь 1917 года он стал экстраординарным профессором истории церкви и баварского права в университете Регенсбурга. Восемь лет спустя, 1 октября 1925 года, он получил звание полного профессора. 11 ноября 1933 года Криг был среди более 900 ученых и преподавателей немецких университетов и вузов, подписавших «Заявление профессоров о поддержке Адольфа Гитлера и национал-социалистического государства». С 1930 по 1938 год Криг участвовал в первом издании многотомной энциклопедии «Лексикон теологии и церкви» (Lexikons für Theologie und Kirche). После того как в октябре 1939 года университет Регенсбурга был закрыт в связи с началом Второй мировой войны, Криг начал активно заниматься краеведением, специализируясь на родном городе — Дамме.

## Память
В 1948 год именем Юлиуса Крига была названа улица «Julius Krieg Straße» в Ашаффенбурге.

## Работы
- Die Zulässigkeit des Ehevertrages nach dem bürgerlichen Gesetzbuch. Becker, Würzburg 1909 (Dissertation, Universität Würzburg, 1909).
- Kampf der Bischöfe gegen die Archidiakone im Bistum Würzburg (= Kirchenrechtliche Abhandlungen. H. 82). Union, Stuttgart 1914 (Dissertation, Universität Würzburg, 1914).
- Die Landkapitel im Bistum Würzburg bis zum Ende des 14. Jahrhunderts. Unter Benutzung ungedruckter Urkunden und Akten dargestellt. Schöningh, Paderborn 1916 (Habilitationsschrift, Universität Würzburg, 1916).
- «Julius Echter und der Klerus» in Julius Echter von Mespelbrunn, Fürstbischof von Würzburg und Herzog von Franken (1573—1617), Festschrift, hg. von Clemens Valentin Heßdörfer, Würzburg 1917
- Die Landkapitel im Bistum Würzburg von der zweiten Hälfte des 14. bis zur zweiten Hälfte des 16. Jahrhunderts. Enke, Stuttgart 1923.
- Die Theologiekandidaten der Diözese Regensburg im Weltkrieg 1914—1918. Habbel, Regensburg 1923.
- Dämmer Ehrenkranz (Beiträge zur Heimatkunde von Damm bei Aschaffenburg, Band 1), Aschaffenburg 1937. Reprint Aschaffenburg 1991 ISBN 978-3922355038
- Erzählungen aus der Heimat (Beiträge zur Heimatkunde von Damm bei Aschaffenburg, Band 2), Aschaffenburg 1941. Reprint Aschaffenburg 1991 ISBN 978-3922355045